# Марсел Лебут
Марсел Лебут (? — ?) је бивши белгијски аматерски фудбалер, који је играо на позицији голмана.
Марсел Лебут био играч ФК СПА из истоименог града. Учесник је 2. Олимпијских игара 1900. у Паризу као члан белгијског тима, састављеног од студената универзитета у Бриселу појачаних са више играча белгијских клубова.
Дана 23. септембра белгијски тим се састао са домаћом екипом углавном састављеном од играча ФК Расиг из Париза. И Лебут лично и његова екипа нису успели. Изгубили су са 6:2, а Лебут је примио 6 голова. Пошто су три дана раније и Французи изгубили од представника Уједињеног Краљевства, белгијски тим је освојио треће место.
Иако је овај турнир сматран демонстрационим, МОК га је накнадно признао као први фудбалски турнир на олимпијским играма и ретроактивно поделио медаље. ФИФА и даље сматра овај турнир као демонстрациони.